# Los Picalts (la Rua)

Los Picalts, respecte del terme d'Abella de la Conca

Los Picalts és una formació rocosa de 1.140,2 metres d'altitud del terme municipal d'Abella de la Conca, a la comarca del Pallars Jussà, en territori del poble de la Rua.
Estan situats a prop i a migdia del poble de la Rua, i per sota seu, a llevant, discorre el Camí del Riu.

## Etimologia
Aquest topònim és fruit de l'aglutinació del substantiu pic amb l'adjectiu alt, que descriu exactament el que s'entén dels dos mots de la llengua comuna. El fet que només aparegui en plural el segon component és perquè procedeix de la forma, també existent en altres llocs, Picalt.